# سهره خون‌آشام
سهره خون‌آشام (نام علمی: Geospiza difficilis septentrionalis) نام یک زیرگونه از گونه سهره زمینی نوک‌تیز است.